# 泽·埃杜阿尔多
若澤·埃杜阿爾多·比斯喬費·德·阿爾梅達（葡萄牙語：José Eduardo Bischofe de Almeida，或简称泽·埃杜阿尔多（Zé Eduardo），1987年10月29日—），是一名巴西職業足球運動員，同時持有意大利護照，現效力於中國足球超級聯賽球會上海申鑫隊。